# Przełęcz im. Czesława Panczakiewicza
Przełęcz im. Czesława Panczakiewicza – przełęcz w Beskidzie Małym, w najdalej na północ wysuniętym jego Paśmie Bliźniaków. Pasmo to ciągnie się od doliny Wieprzówki w Andrychowie po dolinę Skawy na wschodzie. Przełęcz Cz. Panczakiewicza znajduje się w nim pomiędzy szczytem Łysej Góry (548 m), a Bliźniakami (523 m) (dokładniej, pomiędzy przełęczą a Bliźniakami jest jeszcze bezimienny szczyt o wysokości około 507 m). Południowe stoki przełęczy opadają do doliny Ponikiewki w miejscowości Ponikiew, północne na równinne tereny miejscowości Chocznia na Pogórzu Śląskim. Rejon przełęczy porasta las, ale dawniej na jej południowych stokach nad Ponikwią była polana.
Mapa Compassu podaje dla Przełęczy Cz. Panczakiewicza wysokość 510 m. Są tutaj jednak blisko siebie dwie przełączki, mapa Compassu podaje wysokość wschodniej, zachodnia według mapy Geoportalu jest niższa – znajduje się na wysokości 490 m. Rejon między tymi przełączkami porasta las z dorodnymi bukami, jaworami i jodłami. Przy zachodniej przełączce polana z widokiem na masyw Leskowca.
Przełęczy nadano nazwę Czesława Panczakiewicza – wadowickiego działacza i animatora turystyki, a nazwa ta nadana została w 1982 roku. Przez przełęcz biegnie granica między wsiami Chocznia (stoki północne) i Ponikiew (stoki południowe) w województwie małopolskim, powiecie wadowickim, w gminie Wadowice. Na przełęczy skrzyżowanie dwóch szlaków turystycznych.
Piesze szlaki turystyczne
 Inwałd – Wapiennica – Przykraźń – Panienka – Kłokocznik – Giermotka – Bliźniaki – Przełęcz im. Czesława Panczakiewicza – Łysa Góra – Przełęcz Emila Zegadłowicza – Iłowiec – Gorzeń
 Wadowice – Przełęcz im. Cz. Panczakiewicza – Ponikiew – Gancarz – Schronisko PTTK Leskowiec – Tarnawa Górna.